# Rhizopsammia compacta
Rhizopsammia compacta är en korallart som beskrevs av Mrs. Sheppard 1991. Rhizopsammia compacta ingår i släktet Rhizopsammia och familjen Dendrophylliidae.
Artens utbredningsområde är Indiska oceanen. Inga underarter finns listade i Catalogue of Life.